# Ville-di-Pietrabugno
Ville-di-Pietrabugno (kors. E Ville di Petrabugnu) – miejscowość i gmina we Francji, w regionie Korsyka, w departamencie Górna Korsyka.
Według danych na rok 1990 gminę zamieszkiwało 2950 osób, a gęstość zaludnienia wynosiła 392 osoby/km².